# Freeciv
Freeciv és un videojoc d'estratègia per torns, inspirat en el joc Civilization. És de programari lliure i és llicenciat sota la GNU GPL a més de ser gratuït. El Freeciv és programat en C i és mantingut per un equip de programadors i informàtics d'arreu del món.

## Història
Al principi, un grup d'estudiants de la Universitat d'Århus (Dinamarca), fans del joc comercial Civilization de Microprose, va decidir crear el seu propi joc d'estratègia, basant-s'hi. Només l'Allan, el Claus i el Peter van tenir temps de dedicar-s'hi. L'Allan va fer els gràfics. El Claus va crear les regles del joc i el Peter va fer el Client X11. Ara, la comunitat Freeciv els coneix com "Els Grans Danesos". Cap dels tres no continua actiu al projecte.
El desenvolupament començat el novembre del 1995; un any després del llançament del Civilization I.
al cap de sis setmanes va sortir la versió 1.0. Les regles del joc eren semblants a les del Civilization, mentre que l'arquitectura de client/servidor era bàsicament l'XPilot.

### Cronologia
Més de 15,000 paquets del codi font s'han aplicat a Freeciv des que s'engegava. Una visió de conjunt molt breu:
- 1996: desenvolupament principal en laboratoris de DAIMI, sempre amb contribucions internacionals
- 1997: el desenvolupament es mou fora de DAIMI i es torna plenament internacional
- 1998: millores de gràfics
- 1999: Client de GTK+; Client Amiga; piscina de servidor de joc públic amb la informació postjoc
- 2000: vista isomètrica; conjunt de nacions molt estès i suport de llengua
- 2001: Client de Win32; maneig millorat de problemes de connexió de xarxes
- 2002: agents de gestió de ciutat
- 2003: començament de client de SDL; so
- 2005: topologies de mapa alternatives; reequilibratge partides massives; millor IA, amb la diplomàcia
- 2007: Client de SDL utilitzable; Suport de Zona de Joc de GGZ

#### Versions
| Versió                       | Data                   |
| ---------------------------- | ---------------------- |
| Comença el Freeciv           | 14 de novembre de 1995 |
| 1.0                          | 5 de gener de 1996     |
| 1.5                          | ?? de ?? de 1997       |
| 1.7                          | 6 d'agost de 1998      |
| 1.8                          | 2 d'abril de 1999      |
| 2.0                          | 16 de març de 2005     |
| 2.1                          | 27 d'octubre de 2007   |
| 2.2.0                        | 21 de febrer de 2010   |
| 2.2.4                        | 7 de desembre de 2010  |
| 2.3.0 beta 1                 | 21 de desembre de 2010 |
| Font: Freeciv.org - Timeline |                        |

##### 2.1
El 17 de març de 2007 s'anunciava la primera versió 2.1 beta, i després de 19 mesos de versions beta va sortir la definitiva 2.1.0 el 27 d'octubre de 2007. L'última versió estable del Freeciv és la 2.1.7, presentada el 23 de novembre de 2008. Els esforços de desenvolupament se centren en la futura 2.2, però es continuen fent millores d'estabilitat sobre la 2.1

##### 2.0
El 20 de setembre de 2004 s'anunciava que la primera versió beta s'havia creat i després de nou versions beta, el 16 d'abril de 2005 es va presentar la definitiva versió estable de la 2.0. L'última versió de la sèrie 2.0 va ser la 2.0.9, el 17 de febrer de 2007.

## Pàgina web

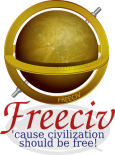
Logotip

El web de l'oficial Freeciv és allotjada a Wikia i és en format wiki i s'ha anat traduint a diversos idiomes; alguns s'allotgen a freeciv.wikia.com, com la versió en italià, àrab o esperanto i altres, com l'alemanya o catalana, tenen un wiki separat.L'antic web encara es pot visitar, però se n'han importat la gran majoria de continguts al wiki. A la web s'hi inclouen manuals, ajuda i portals, encara que per ajuda s'utilitza més el fòrum oficial. També s'hi inclouen diversos tutorials, alguns importats de l'ajuda dins del joc, altres, creats pels mateixos "Freecivers", el nom que es dona als jugadors del Freeciv.

## Traduccions del Freeciv

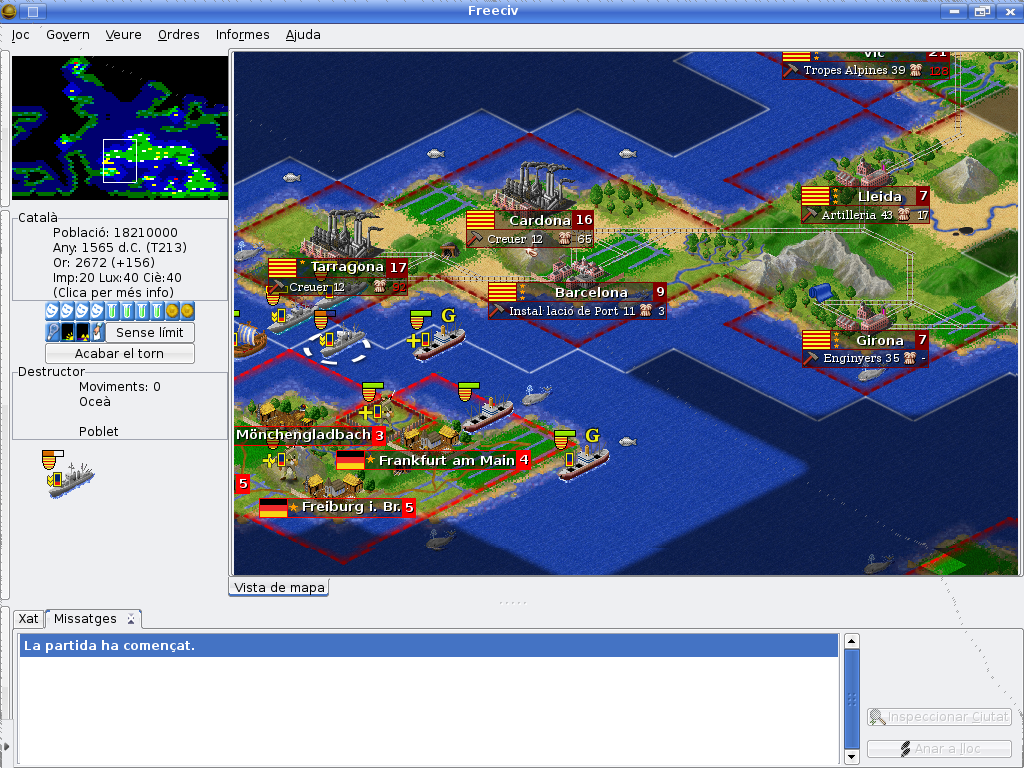
Freeciv en català

El Freeciv s'ha traduït a 30 llengües, entre les quals català.

## Compatibilitat
Originalment va ser desenvolupat a l'IRIX, però el Freeciv funciona al Linux, Microsoft Windows, Mac OS X i a Solaris, i molts altres sistemes operatius incloent-hi força BSDs. S'inclou en força distribucions Linux.
Freeciv és programat en C i està mantingut per un equip de programadors i informàtics d'arreu del món.